# Haus Hardenberg (Isselburg)

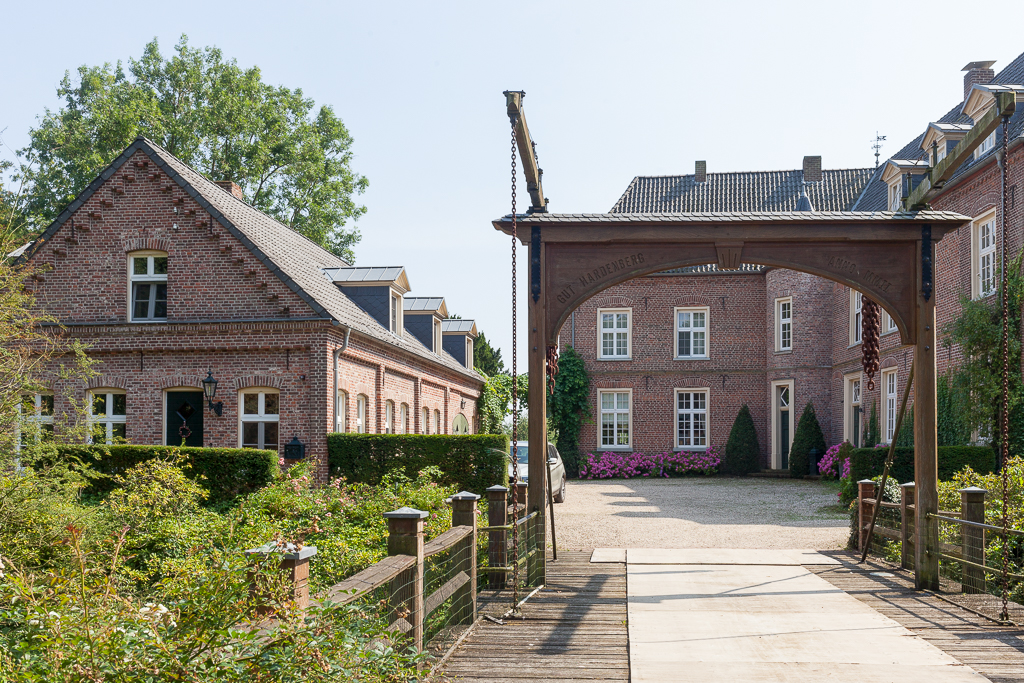
Haus Hardenberg (2015)

Haus Hardenberg ist eine aus dem 14. Jahrhundert stammende Wasserburg und liegt am Rande eines Waldes, rechts der Landstraße von Anholt nach Gendringen. Das Anwesen liegt an der Issel, genau an der deutsch-niederländischen Grenze. Haus Hardenberg war bis ins 17. Jahrhundert Grenzfeste der Herrschaft Anholt.

## Geschichte
Im Jahr 1310 erhielt Dietrich van Zuilen das Schloss als Lehen von seinem Vater, dem Herrn von Anholt. Erstmals taucht in den Annalen im Jahre 1347 Dietrich van Zuilen (Dirck van Zulen) als Herr von Hardenberg auf. Wohl im 14. Jahrhundert muss das Haus als Grenzfestung in der Form eines Gebäudes mit Ecktürmen sowie dem Vorwerk, auf rechtwinkliger Insel umgeben von Wassergräben, errichtet worden sein. Heute sind von dem ursprünglichen Bau noch zwei Flügel erhalten, die dem Backsteingebäude das Erscheinungsbild eines Herrenhauses geben. Im Innenwinkel des Gebäudes befindet sich ein historischer Treppenturm. Anstelle von steinernen Kreuzstockfenstern wurden (teilweise gleich große) Barockfenster mit Holzzargen verbaut. Im Hof liegt das schlichte Hauptportal, das mit einem Oberlicht ausgestattet ist. Die gleich hohen Flügel bedeckt ein Walmdach mit Pfannen. Der längere Hauptflügel ist unterkellert. Dessen Ende weist in einer barocken Mauer eine Fensterachse auf, vielleicht anstelle eines früheren Flügelarms. Aus Bauteilen des 19. und 20. Jahrhunderts besteht neben dem Hauptgebäude ein niedriges Wirtschaftsgebäude.
Bis 1645 war Hardenberg ein Besitz des Adelsgeschlechtes Zuylen. Danach wechselte das Lehen häufig, ehe das Anwesen 1866 ein Pachtgut des Anholter Fürstenhauses Salm-Salm wurde. Während des Zweiten Weltkriegs hielt die Fürstlich Salm-Salm’sche Verwaltung dort 20 „Ostarbeiter“ genannte Zwangsarbeiter, die den landwirtschaftlichen Betrieb, der 200 Morgen umfasste, darunter 40 auf niederländischem Gebiet, bewirtschafteten. Heute gehört das in gutem Zustand erhaltene Baudenkmal einem niederländischen Metallwarenfabrikanten.
Nach einer Grenzbereinigung im Jahr 2009 liegt Haus Hardenberg komplett in Deutschland, zuvor lag der Vorhof in der Grafschaft Zutphen, Provinz Gelderland.